# Nuoto sincronizzato ai campionati mondiali di nuoto 2009 - Duo (programma tecnico)
La fase preliminare si è svolta il 20 luglio 2009 e vi hanno partecipato 34 coppie. Le prime 12 hanno avuto accesso alla finale del 21 luglio 2009.

## Medaglie
| Posizione | Atlete                                  | Paese  |
| --------- | --------------------------------------- | ------ |
|           | Anastasija Davydova, Svetlana Romashina | Russia |
|           | Andrea Fuentes, Gemma Mengual           | Spagna |
|           | Jiang Tingting, Jiang Wenwen            | Cina   |

## Risultati
| Pos. | Coppia                                  | Nazionalità   | Qualif. | Qualif. | Finale    | Finale |
| Pos. | Coppia                                  | Nazionalità   | Punti   | Pos.    | Punti     | Pos.   |
| ---- | --------------------------------------- | ------------- | ------- | ------- | --------- | ------ |
|      | Anastasija Davydova Svetlana Romashina  | Russia        | 98.833  | 1       | 98.667    | 1      |
|      | Andrea Fuentes Gemma Mengual            | Spagna        | 97.500  | 2       | 97.333    | 2      |
|      | Jiang Tingting Jiang Wenwen             | Cina          | 96.166  | 3       | 95.667    | 3      |
| 4    | Yukiko Inui Chisa Kobayashi             | Giappone      | 94.667  | 4       | 94.333    | 4      |
| 5    | Beatrice Adelizzi Giulia Lapi           | Italia        | 93.833  | 6       | 93.834    | 5      |
| 6    | Tracy Little Élise Marcotte             | Canada        | 94.333  | 5       | 93.833    | 6      |
| 7    | Daria Iushko Kseniya Sydorenko          | Ucraina       | 92.333  | 7       | 92.667    | 7      |
| 8    | Apolline Dreyfuss Lila Meessemann-Bakir | Francia       | 92.000  | 8       | 92.167    | 8      |
| 9    | Natalia Anthopoulou Despoina Solomou    | Grecia        | 91.833  | 9       | 90.833    | 9      |
| 10   | Nayara Figueira Lara Teixeira           | Brasile       | 89.667  | 11      | 90.333    | 10     |
| 11   | Olivia Allison Jenna Randall            | Regno Unito   | 89.166  | 12      | 89.166    | 11     |
| 12   | Meghan Kinney Jillian Penner            | Stati Uniti   | 89.833  | 10      | 88.500    | 12     |
| 16.5 | H09.5                                   |               |         |         | 00:55.635 | O      |
| 13   | Sona Bernardova Alžběta Dufková         | Rep. Ceca     | 87.167  | 13      |           |        |
| 14   | Mariana Cifuentes Evelyn Guajardo       | Messico       | 86.667  | 14      |           |        |
| 15   | Park Hyunha Park Hyunsun                | Corea del Sud | 86.333  | 15      |           |        |
| 16   | Anastasia Gloushkov Ester Levy          | Israele       | 86.000  | 16      |           |        |
| 16   | Sarah Amrein Stephanie Jost             | Svizzera      | 86.000  | 16      |           |        |
| 18   | Nadine Brandl Elisabeth Mahn            | Austria       | 85.500  | 18      |           |        |
| 19   | Anastasiya Mazgo Darya Navaselskaya     | Bielorussia   | 84.333  | 19      |           |        |
| 20   | Wiebke Jeske Edith Zeppenfeld           | Germania      | 80.500  | 20      |           |        |
| 21   | Reem Abd Elazem Dalia El Gebaly         | Egitto        | 80.334  | 21      |           |        |
| 22   | Dorottya Kovács Kata Stumpf             | Ungheria      | 79.334  | 22      |           |        |
| 23   | Anna Soto Mary Soto                     | Venezuela     | 78.666  | 23      |           |        |
| 24   | Elena Radkova Kalina Yordanova          | Bulgaria      | 78.000  | 24      |           |        |
| 25   | Etel Sanchez Sofia Sanchez              | Argentina     | 77.833  | 25      |           |        |
| 26   | Valentina Popova Anastasiya Ruzmetova   | Uzbekistan    | 77.500  | 26      |           |        |
| 27   | Eloise Amberger Sarah Bombell           | Australia     | 76.667  | 27      |           |        |
| 28   | Cristina Nicolini Elena Tini            | San Marino    | 74.334  | 28      |           |        |
| 29   | Rodriguez Gonzales Grisel Tendero Llada | Cuba          | 73.167  | 29      |           |        |
| 30   | Mei Shan Krishnan Jodie Ng En Pei       | Singapore     | 72.000  | 30      |           |        |
| 31   | Nadezhda Gómez Violeta Mitinian         | Costa Rica    | 71.667  | 31      |           |        |
| 32   | Lok Ka Man Wong Cheng U                 | Macao         | 68.500  | 32      |           |        |
| 33   | Arsyi Sabihisma Tri Eka Sandiri         | Indonesia     | 66.334  | 33      |           |        |
| 34   | Lilit Davidyan Margarita Ghazaryan      | Armenia       | 56.833  | 34      |           |        |